# Verbe
Verbe (łac. Verbianus) – dawne biskupstwo w rzymskiej prowincji Pamphylia Secunda (aktualnie miejscowość Bozova w Turcji (prowincja Antalya)). 
Należało do metropolii Perge. W 1926 zostało przywrócone jako biskupstwo tytularne, obecnie arcybiskupstwo.